# Оболєнцев Віктор Миколайович
Ві́ктор Микола́́йович Оболє́нцев (нар. 27 червня 1971 — пом. 24 листопада 2014) — молодший сержант Збройних сил України, учасник російсько-української війни.

## Життєпис
У Криму закінчив середню школу, профтехучилище за спеціальністю «електрик» у Луганській області. Пройшов строкову військову службу в лавах ЗС СРСР. Потім працював на шахті в Єнакієвому.
1995 року з ріднею переїхав на Житомирщину, проживав у селі Довбиші; працював у місцевому сільськогосподарському підприємстві.
Мобілізований 15 серпня 2014-го, молодший сержант, військовослужбовець 79-ї окремої аеромобільної бригади. З осені 2014 року брав участь у бойових діях на сході України.
24 листопада 2014-го загинув у районі селища Піски (Ясинуватський район): у бліндаж, у якому перебував Віктор Оболєнцев, влучив снаряд, від поранень військовослужбовець загинув.
Похований 26 листопада 2014-го на кладовищі села Довбиші.
Залишились мама та сестра.

## Нагороди та вшанування
- 15 травня 2015 року за особисту мужність і героїзм, виявлені у захисті державного суверенітету та територіальної цілісності України, вірність військовій присязі під час російсько-української війни, відзначений — нагороджений орденом «За мужність» III ступеня (посмертно).[1]
- нагрудним знаком «За оборону Донецького аеропорту» (посмертно).
- У вересні 2015-го в селі Довбиші біля Хреста загиблим воїнам Другої світової війни відкрито пам'ятний знак Віктору Оболєнцеву.